# 신이 (가수)
신이(1980년 3월 26일 ~ )는 대한민국의 가수다. 1999년, 브론즈의 멤버로 데뷔했다. 이전 활동명은 루멘이었다.